# Peleteria torta
Peleteria torta là một loài ruồi trong họ Tachinidae.